# رینگاروما
رینگاروما (به انگلیسی: Ringarooma) یک شهرک در استرالیا است که در تاسمانی واقع شده‌است.